# Декстър Диас
Декстър Диас (на английски: Dexter Dias) е английски адвокат, правозащитник и писател на произведения в жанра съдебен трилър и криминален роман.

## Биография и творчество
Роден е през 1962 г. в Кент, Англия. Завършва право в колежа „Исус“ на Кеймбриджкия университет и специализира в Харвардския университет.
Той е награден научен сътрудник на университета в Кеймбридж, след като е избран за стипендията на фондация „Ийдж Колидж“ и е спечелил наградата „Лопес-Рей“ за най-високото отличие в научната си степен в Института по криминология на Юридическия факултет, където работи по темата за използването на държавна принудителна сила върху уязвимите млади хора и задържани. Изнася лекции в Департамента по психология на Харвардския университет. Прави писмени доклади до ООН и е информирал специалния докладчик на ООН за насилието срещу жени и момичета.
Декстър Диас е посланик или ръководител на няколко неправителствени организации за човешки права. Явява се като съдия по непълно работно време в Кралския съд и има право да гледа дела за сериозни случаи на сексуални престъпления. Бил е консултант на много прочути процеси за граждански свободи и изключително представлява онези, които са в неравностойно положение поради бедност и дискриминация. Удостоен е с наградата TMG за изключителен принос в застъпничеството и правосъдието. Член е на Кралското общество за изкуства.
Има многократно публикации в националните и правните издания по въпросите на правата на човека и социалната справедливост и редовно е канен в телевизията и радиото. Заедно с работата си пише за известно време и художествена литература.
Първият му роман „Лъжесвидетелят“ е издаден през 1995 г. Главен герой е добрия адвокат Томас Фоули, който защитава инвалида и автор на порнографски любовни романи Ричард Кингсли, обвинен в убийството на 16-годишната Моли Съмърс, намерена мъртва в старинния кръг от камъни на селото Стоунбъри. Срещу него в съда е любовницата Джустин Райт, неговият клиент не му помага, а обстоятелствата на престъплението са ужасяващи. Романът му става международен бестселър.
Декстър Диас живее със семейството си в Лондон и в Кеймбридж.

## Произведения

### Самостоятелни романи
- False Witness (1995)
Лъжесвидетелят, изд. „Лъчезар Минчев“ (2003), прев.
- Error of Judgement (1996)
- Rule of Law (1997)
- Above the Law (1998)
- Power of Attorney (2000)

### Документалистика
- The Ten Types of Human (2017)